# Giovanni Zanardini
Giovanni Antonio Maria Zanardini (Venecia, 12 de junio de 1804 - 24 de abril de 1878) fue un médico, botánico y algólogo veneciano.

## Biografía
Era hijo de Angelo y de Anna Maria Traffico. Consigue el doctorado de Medicina en la Universidad de Padua en 1831. Prosigue sus estudios en Cirugía y en Obstetricia en la Universidad de Pavía. De 1834 a 1847, dirige el Hospital Real de Padua hasta 1869, después director-ayudante del de Venecia.
En el dominio de la historia natural, realiza numerosos trabajos sobre las algas de diversos mares.

## Algunas publicaciones
- giovanni Zanardini, eleonora Monti. 1965. Giovanni Zanardi: origine e vita. Eleonora Monti : vita di Francesco Monti; notizie istoriche. Editor Camillo Boselli. Editor Geroldi, 106 pp.
- ---------------------------. 1872. Phycearum indicarum pugillus. 49 pp.
- ---------------------------. 1871. Iconographia phycologica mediterraneoadriatica ossia Scelta di ficee nuove o più rare dei mari mediterraneo ed adriatico. Vol. tercero. Editor Antonelli, 96 pp.
- ---------------------------. 1863. Iconographia phycologica Adiratica: ossia, scelta di ficee nuove o piu rare del Mare Adriatico
- ---------------------------. 1860. Iconographia phycologica Adriatica, ossia, Scelta di ficee nuove o più rare del Mare Adriatico. Editor Antonelli
- ---------------------------, Antonio Figari. 1858. Plantarum in Mari Rubro hucusque collectarum enumerato (Juvante A. Figari). Editor I. R. Istituto veneto, 309 pp.
- ---------------------------. 1847. Prospetto della flora veneta: in occasione del IX. Congresso degli scienziati italiani. 53 pp.
- ---------------------------. 1843. Saggio di classificazione naturale delle ficee del dottore Giovanni Zanardini: aggiunti nuovi studii sopra l'Androsace degli antichi. Editor G. Tasso, 64 pp.
- ---------------------------. 1841. Joannis Zanardinii ... Synopsis algarum in Mari Adriatico hucusque ... 153 pp.
- ---------------------------. 1839. Algae and related subjects - collected works

## Epónimos
- (Brassicaceae) Iberis zanardinii Vis.[1]
- (Cyperaceae) Eleocharis zanardinii Parl.[2]
- (Cyperaceae) Scirpus zanardinii Ambrosi[3]

## Calles
- Via Giovanni Zanardini, Ponte Mammolo, Roma